# الجمهورية الجاليكية السوفيتية الاشتراكية
الجمهورية الجاليكية السوفيتية الاشتراكية ((بالروسية: Галицкая Социалистическая Советская Республика)‏، Г.С.С.Р.) كانت كيانًا سياسيًا معلنا بذاته وقصير الأجل كان موجودًا في الفترة من 15 يوليو إلى 21 سبتمبر 1920. تأسست الدولة الشيوعية خلال هجوم مضاد ناجح للجيش الأحمر في صيف عام 1920 كجزء من الحرب البولندية السوفيتية والتي أُجبرت خلالها القوات العسكرية البولندية الأوكرانية المشتركة (الجبهة الأوكرانية البولندية) على التراجع من مواقعها على طول نهر الدنيبر التي أمنتها في وقت مبكر من عام 1920 وصولا إلى سفوح جبال الكاربات.

## الوصف
أصبحت الجمهورية منطقة عازلة للنزاع المستمر داخل منطقة الجبهة الجنوبية الغربية للجيش الأحمر. وبسبب الهجوم الناجح في يوليو 1920، أنشأت الحكومة السوفيتية أيضا بولريفكوم وكان لديها نوايا لإنشاء الجمهورية السوفيتية الاشتراكية البولندية. كان هناك نشاط مشابه، لكنه أقل تفصيلًا، لبولريفكوم الشيوعية، كان مرتبطًا بالجبهة الشمالية الغربية للجيش الأحمر (كانت «الحكومة» في بياويستوك).
تأسست الجمهورية في 15 يوليو 1920 عندما أصدرت اللجنة الجاليكية الثورية (هالريفكوم)، وهي حكومة مؤقتة بيانها برئاسة فولوديمير زاتونسكي والتي تم إنشاؤها في 8 يوليو في كييف تحت إشراف الحزب الشيوعي الأوكراني.
انتقلت الحكومة الشيوعية إلى تارنوبول (اليوم ترنوبل) في شرق غاليسيا في 1 أغسطس 1920 بعد احتلال المنطقة الحمراء للجيش الأحمر. في نفس اليوم اعتمدت هالريفكوم مرسومًا «حول تأسيس القوة السوفيتية في غاليسيا». أُعلن أن اللغات الوطنية (ذات الوضع المتساوي) هي البولندية والأوكرانية واليديشية. وبموجب مراسيمها، ألغت الحكومة الشيوعية الملكية الخاصة لوسائل الإنتاج، وأنشأت يوم عمل لمدة ثماني ساعات، وفصلت الكنيسة عن الدولة وأممت عقارات الكنيسة، وأنشأت مدرسة عمالية واحدة مع تعليم مدته سبع سنوات، وقامت بتأميم الأرض. وبحلول نهاية شهر أغسطس، حاولت هالريفكوم إجراء انتخابات لتشكيل حكومة سوفيتية دائمة وعقدت مؤتمر الجاليكيين الشامل.
مع الهجوم البولندي في 15 سبتمبر، فشلت تلك الخطط وانسحبت هالريفكوم من تارنوبول. في 21 سبتمبر 1920 تم إلغاء الجمهورية رسميًا وتحولت لجنتها الثورية إلى المكتب الجاليكي للجنة المركزية للحزب الشيوعي الأوكراني. وبتوقيع معاهدة ريغا في مارس 1921، تمت تصفية المكتب.
لم تتحكم هالريفكوم في أهم منطقة في شرق غاليسيا: منطقة لفيف مع حقولها النفطية في بوريسلاف دروغوبيتش.

## تكوين الحكومة
- فولوديمير زاتونسكي - رئيس مجلس الإدارة
- ميخايلو باران - نائب رئيس مجلس الإدارة
- فيدير كونار - رئيس إدارات العدل والداخلية
- كازيميرز ليتوينوفيتش - سكرتير
- إيفان نيمولوفسكي - مفوض الشؤون المالية (فيما بعد رئيس قسم السكك الحديدية)
- ميروسلاف هافريليف - مفوض التنوير
- ميخائيل كوزوريس - مفوض المحاكم
- أميليان باليف - مفوض عسكري
- إيفان سياك - أمين سوفناركوم (مجلس المفوضين)

## روابط خارجية
- Halrevkom في موسوعة تاريخ أوكرانيا
- جمهورية الجاليكية الاشتراكية السوفيتية في موسوعة تاريخ أوكرانيا